# Aloys von Liechtenstein

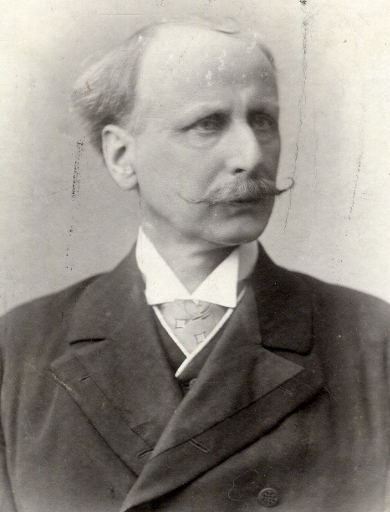
Aloys Prinz von und zu Liechtenstein

Aloys Prinz von und zu Liechtenstein (* 18. November 1846 in Prag; † 25. März 1920 in Wien) war ein österreichischer Politiker und Sozialreformer.

## Biografie
Aloys war der Sohn von Franz Joachim Joseph Prinz von und zu Liechtenstein († 1887) und Gräfin Julia Potocki († 1895). Sein Bruder war der Politiker Alfred Prinz von und zu Liechtenstein († 1907), sein Cousin war Fürst Johann II. von Liechtenstein († 1929). Aloys besuchte wie viele seiner Verwandten das Wiener Schottengymnasium.
Vor 1873 war er Diplomat in London und Berlin. Von 1878 bis 1889 war er im österreichischen Reichsrat und wurde 1881 Mitglied des konservativen Zentrumklubs, dessen Obmann er 1888 bis 1889 war.
Ab 1875 hatte er Kontakte zu Karl von Vogelsang und ab 1887 zu Karl Lueger, mit denen er auch die sogenannten Enten-Abende bestritt. 1891 wurde er Mitglied der Christlichsozialen Partei, die er bis 1911 im Reichsrat vertrat. 1906 bis 1918 war er Landmarschall von Niederösterreich. 1907 erreichte er den Zusammenschluss der deutschen Katholisch-Konservativen mit den Christlichsozialen. Nach dem Tod Luegers war Aloys Prinz von und zu Liechtenstein von 1910 bis 1918 Obmann der Christlichsozialen Partei. 1911 wurde er auch ins Herrenhaus berufen, er trat aber vor allem bedingt durch eine Krankheit immer mehr in den Hintergrund. Er setzte sich für Sozialreformen, Konfessionsschulen und Gesetze im Geist von Papst Leo XIII. ein. Er wurde auch als „der rote Prinz“ bezeichnet.
Seit 1881 war er Ehrenmitglied der katholischen Studentenverbindung KÖStV Austria Wien.

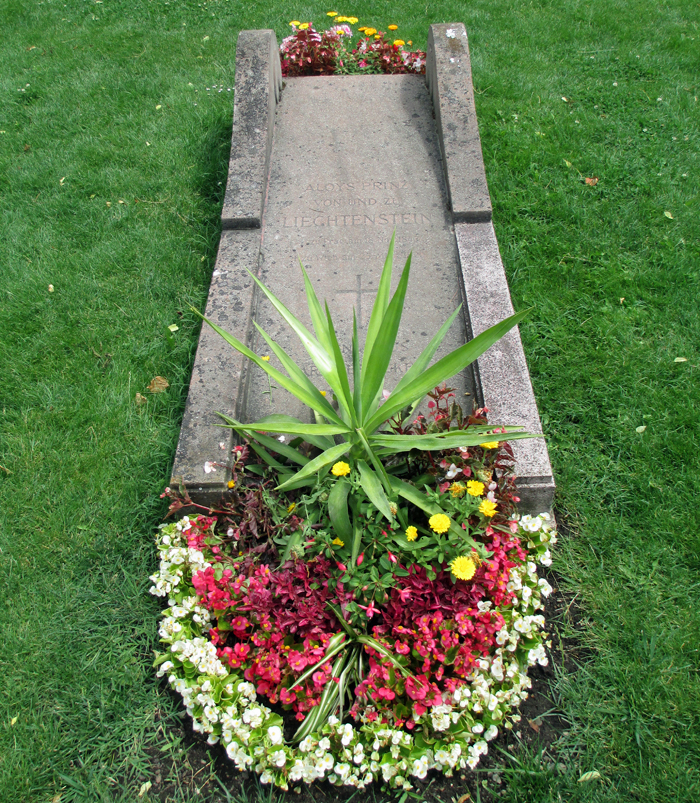
Ehrengrab auf dem Wiener Zentralfriedhof

Prinz Aloys von und zu Liechtenstein, in erster Ehe mit Mary Fox verheiratet und seit 1878 verwitwet, heiratete am 20. Mai 1890 die u. a. mehrfach von Ludwig Angerer porträtierte Johanna Elisabeth Maria von Klinkosch, eine Tochter des Hofsilberschmiedes Josef Carl von Klinkosch. — Hanna von und zu Liechtenstein (* 1848) verstarb am 31. Jänner 1925 an ihrem Wohnsitz in Baden bei Wien und liegt am Badener Friedhof St. Helena begraben.
Er ruht in einem Ehrengrab auf dem Wiener Zentralfriedhof (Gruppe 32 A, Nummer 54).
Der ersten Ehe entstammten:
Sofie (1873–1947) ⚭ Franz von Uerményi (1853–1934)
Julie (1874–1950)
Henriette (1875–1958), Nonne
Marie (1877–1939) ⚭ Franz Graf von Meran (1868–1949)

## Schriften
- Über Interessenvertretung im Staat. 1877
- Die soziale Frage. 1877
- Österreich-Ungarns äußere Politik. 1916
- Österreichs neue politische Organisation. 1916

Zahlreiche Artikel in Zeitschriften